# SK Oberndorf
Der 1. Oberndorfer Sportklub 1920, kurz: OSK, aus Oberndorf bei Salzburg ist der älteste Fußballklub des Landes Salzburg außerhalb der Landeshauptstadt und Gründungsmitglied des Salzburger Fußballverbands sowie des Dachverbandes Union Salzburg. Er spielt in der 1. Landesliga, der fünfthöchsten Spielklasse im österreichischen Fußball.

## Geschichte
Der erste Land-Sportverein Salzburgs wurde im März 1920 vom Lehrer Hermann Rasp gegründet. Seine größten Erfolge im Fußball hatte der Verein in den 1960er Jahren, als er gleich zweimal – 1960 und 1964 – in die zweithöchste Spielklasse Österreichs, die Regionalliga (West), aufstieg aber beide Male wieder die Klasse nach nur einer Saison verlassen musste. Seit 1990 gehörte der Verein mit einer kurzen Unterbrechung 2004 der höchsten Salzburger Amateurliga, der 1. Landesliga an. 2007 musste der Oberndorfer SK erneut den Weg in die 2. Landesliga Nord antreten und stieg im Folgejahr noch eine Liga tiefer ab. In der Saison 2012/13 stieg der 1. Oberndorfer SK als Zweiter der 1. Klasse Nord hinter dem SV Seekirchen 1b wieder in die 2. LandesLiga Nord auf. Im Jahr 2014 stieg OSK als Meister wieder in die 1. Landesliga auf.

## Mannschaften
Der OSK betreut neben zwei Kampfmannschaften weit über 100 Kinder und Jugendliche in insgesamt acht Mannschaften: U6, U8, U10, U12, U14 und U18.

## Bekannte Spieler
- Hermann Stadler (Profi bei SV Austria Salzburg und Rapid Wien), danach Trainer u. a. des U17-Teams des ÖFB
- Gerald Baumgartner (Profi bei SV Austria Salzburg und FK Austria Wien), Trainer unter anderem von Austria Wien
- Manuel Rödl (SV Austria Salzburg, SC Untersiebenbrunn, FC Lustenau und SKN St. Pölten)